# Scapania curta
Scapania curta là một loài rêu tản trong họ Scapaniaceae. Loài này được (Mart.) Dumort. miêu tả khoa học lần đầu tiên năm 1835.